# Liste der Kulturdenkmäler in Flonheim
In der Liste der Kulturdenkmäler in Flonheim sind alle Kulturdenkmäler der rheinland-pfälzischen Ortsgemeinde Flonheim aufgeführt. Für den Ortsteil Uffhofen siehe Liste der Kulturdenkmäler in Uffhofen. Grundlage ist die Denkmalliste des Landes Rheinland-Pfalz (Stand: 25. März 2025).

## Denkmalzonen
| Bezeichnung                    | Lage                                                                                   | Baujahr                 | Beschreibung | Bild                           |
| ------------------------------ | -------------------------------------------------------------------------------------- | ----------------------- | --- | ------------------------------ |
| Denkmalzone Ortskern           | Marktplatz 1–14, Obergasse 2, Schulgasse 2, Wassergasse 1 und 2, Alzeyer Straße 1 Lage | 18. und 19. Jahrhundert | geschlossene historische Bebauung mit hoher Konzentration von Einzeldenkmälern; doppelgeschossige Traufenhäuser des 18. und 19. Jahrhunderts, teils mit älterem Kern, wobei ansehnliche, überwiegend massive Barockbauten aus der Blütezeit des wildgräflichen Amtssitzes die wichtigsten Raumkanten definieren; die mächtige Doppelturmfassade der neugotischen evangelischen Kirche wirkt weiträumig als städtebauliche Dominante | weitere Bilder Fotos hochladen |
| Denkmalzone Jüdischer Friedhof | Flonheim, südlich des Ortes; Flur Am Rothenpfad Lage                                   | um 1830                 | umfriedetes, vermutlich um 1830 eröffnetes Areal, etwa 60 in Reihen aufgestellte Grabsteine überwiegend aus Sandstein, ab der Mitte des 19. Jahrhunderts bis 1936 | weitere Bilder Fotos hochladen |

## Einzeldenkmäler
| Bezeichnung                                       | Lage                                                                                   | Baujahr                               | Beschreibung | Bild                           |
| ------------------------------------------------- | -------------------------------------------------------------------------------------- | ------------------------------------- | --- | ------------------------------ |
| Ortsbefestigung                                   | Lage                                                                                   | um 1300                               | vermutlich um 1300 angelegte Ortsumwehrung; Bruchsteinmauer erhalten westlich der Wassergasse (bei Nr. 8, Teilabbruch 2006), an der Straße Am Grabentürmchen (beim Sängerheim), bei Holzmarkt 5 und am Stichweg Kellereck sowie in der Neugasse; erhaltene Schalentürme im Westen: hinter Angelgasse (15) und hinter Wassergasse 8; im Norden: bei Klostereck 4 und bei Am Grabentürmchen 15; im Süden: hinter Langgasse 35, bei Adlergässchen 2 und hinter Obergasse 8 | Fotos hochladen                |
| Hofanlage                                         | Alzeyer Straße 1 Lage                                                                  | 1730                                  | Vierseithof; Wohnhaus mit prächtigem Pilasterportal, bezeichnet 1730; veränderter Stall, bezeichnet 1820; überdachtes Hoftor, daneben Fachwerkbau, zweite Hälfte des 18. Jahrhunderts, offene Halle mit zentraler Sandsteinsäule; Brunne; Bruchsteinquaderscheune mit tonnegewöbtem Keller, bezeichnet 1739; Wappenstein | Fotos hochladen                |
| Wohnhaus                                          | Alzeyer Straße 3/5 Lage                                                                | 17. oder 18. Jahrhundert              | langgestrecktes Wohnhaus, 17. oder 18. Jahrhundert; Oberlichtportal, bezeichnet 1770; Inschriftstein, um 1600; Fenstersturz mit Wappenschild, bezeichnet 1625; tonnengewölbter Keller, 17. oder 18. Jahrhundert, mit Rundbogenportal | Fotos hochladen                |
| Zehntkeller                                       | Alzeyer Straße 6 Lage                                                                  | 18. Jahrhundert                       | Hofanlage mit Zehntkeller; spätklassizistisches Bruchsteinwohnhaus, bezeichnet 1862; spätbarocke Scheune mit großer Kelleranlage des 18. Jahrhunderts; auf dem Kellervorbau offene Fachwerkkonstruktion mit Schweinestall, 19. Jahrhundert; neugotische Fußgängerpforte; ummauerter Garten | Fotos hochladen                |
| Wohnhaus                                          | Alzeyer Straße 11 Lage                                                                 | erste Hälfte des 18. Jahrhunderts     | Wohnhaus, wohl aus der ersten Hälfte des 18. Jahrhunderts; Erdgeschoss verändert, Fachwerkobergeschoss | Fotos hochladen                |
| Wohnhaus                                          | Alzeyer Straße 13 Lage                                                                 | um 1600                               | Wohnhaus, im 18. oder 19. Jahrhundert überformter Renaissancebau, um 1600; Ladeneinbau des späten 19. Jahrhunderts, Neurenaissanceformen; tonnengewölbter Keller mit Rundbogenportal, um 1600 | Fotos hochladen                |
| Bahnhof Flonheim                                  | Am Bahnhof 1 Lage                                                                      | 1870                                  | dreigeschossiger spätklassizistischer Sandsteinquaderbau, 1870 | BW                             |
| Obere Mühle                                       | Am Grabentürmchen 16 Lage                                                              | 19. Jahrhundert                       | vielteilige Anlage des 19. Jahrhunderts am Nordrand des Ortskerns am Wiesbach; Mühlen- und Wohngebäude, Bruchstein, bezeichnet 1847; dreischiffiger Mühlenteil mit Mühlentechnik samt Mühlrad und -steinen; dreischiffige Kuhstall mit Kreuzgratgewölbe; mächtiger viereckiger Backsteinkamin; Bruchsteinscheune, bezeichnet 1846; ehemaliges Torhaus mit Scheunenfunktion, 18. oder frühes 19. Jahrhundert | BW                             |
| Wohnhaus                                          | Angelgasse 4/6 Lage                                                                    | 1775                                  | eingeschossiges spätbarockes, nachträglich geteiltes Wohnhaus; Hofdurchfahrt, bezeichnet 1775; an Nr. 4 wiederverwendetes Oberlichtportal, bezeichnet 1775 | Fotos hochladen                |
| Wohnhaus                                          | Angelgasse 12 Lage                                                                     | 1608                                  | dreiseitig freistehender Putzbau noch spätgotischer Prägung mit Schildgiebeln; beschädigtes Rundbogenportal, bezeichnet 1608 | Fotos hochladen                |
| Hofanlage                                         | Backhausgasse 4 Lage                                                                   | 1778                                  | Hofanlage; verputztes Wohnhaus, ehemals bezeichnet 1778; ehemaliges Stall-Scheunen-Gebäude, Kellerabgang bezeichnet 1746 | Fotos hochladen                |
| Spolien                                           | Backhausgasse, zu Nr. 6 Lage                                                           | ab um 1120                            | in der Gartenmauer figürliches romanisches Relief, wohl um 1120; Teile des Portals der 1724–28 errichteten Simultankirche | BW                             |
| Gartenarchitektur                                 | Backhausgasse, zu Nr. 15 Lage                                                          | zweite Hälfte des 18. Jahrhunderts    | auf Gartengrundstück Zeugnisse spätbarocker Gartenkultur im ländlichen Kontext: Abschnitt der hohen ehemaligen Gartenmauer entlang der Straße mit Stichbogenpforte bezeichnet 1778; ehemaliger Gartenpavillon (wiederaufgebaut), polygonaler Putzbau mit Stichbogengewänden, bezeichnet 1777; Ziehbrunnen in der Art der regionaltypischen Weinbergshäuser; an der Ecke des Wohnhauses vermauerte romanische Säulenbasis, um 1200 | Fotos hochladen                |
| Villa                                             | Bahnhofstraße 2 Lage                                                                   | 1883                                  | Backsteinbau mit spätklassizistischer Sandsteingliederung, 1883; mit Ausstattung; Vorgarten mit Eisenpavillon und Einfriedung aus Eisenstaketen, kleine Allee mit alten Kastanien und Linden; im Westen vormals zugehöriger ummauerter Wingert | BW                             |
| Schulhaus                                         | Bahnhofstraße 5 Lage                                                                   | 1903                                  | Schule in Neurenaissanceformen, Sandsteinquaderbau unter Walmdach, 1903, Kreisbauinspektor Eduard Langgässer, Alzey; 1967/68 verändert | Fotos hochladen                |
| Wohnhaus                                          | Bahnhofstraße 33 Lage                                                                  |                                       | villenähnliches Wohnhaus; eingeschossiger Mansarddachbau in vom Jugendstil beeinflussten Heimatstilformen, 1912, Architekt Anton Falkowski | Fotos hochladen                |
| Wasserbehälter                                    | Bahnhofstraße, bei Nr. 63 Lage                                                         | 1898                                  | Sandsteinquaderbau mit Zinnenkranz, 1898 | BW                             |
| Portal                                            | Bellgasse, an Nr. 11 Lage                                                              | 1584                                  | spätgotisches Vorhangbogenportal, bezeichnet 1584 | Fotos hochladen                |
| Kriegerdenkmäler und Grabmäler                    | Bornheimer Landstraße, auf dem Friedhof Lage                                           | ab 1845                               | auf dem Friedhof: - Veteranenstein, obeliskenartiger Sandsteinpfeiler, 1845. - Kriegerdenkmal 1914/18, kniender Engel mit Lorbeerkranz vor gerundeter Wand, 1922. - Grabmäler: Grabmal Heinrich Wörner († 1870), Säule mit Draperie, Metallstaketeneinfriedung; Grabmal Katharina Elisabeth Werner geb. Diehl († 1856), cippusartiger Pfeiler; Grabmal Familie Martin Rickerich († 1887), Ädikula in Neurenaissanceformen; Grabmal Familie Hans Hinkel, wiederverwendete galvanoplastische Statue einer Trauernden, um 1900; Grabmal Anna Albrecht geb. Boos († 1901), Galvanoplastik auf Granitsockel; Grabmal Babette Bley geb. Dietz († 1904), reiche Jugendstilstele aus Kunststein; Grabmal Familie Jacob Balz († 1907), neuromanische Säulenädikula unter Jugendstileinfluss, aufwändige Einfriedung; Grabmal Bürgermeister Philipp Werner († 1905), reiche neubarocke, volutenflankierte Ädikula; Grabmal Familie Jakob Bley, dorische Säulenstellung, in der Mitte Christusfigur aus Marmor, um 1910; Grabmal Leonhard und Johann Lind († 1914 bzw. 1916), Eisernes Kreuz | weitere Bilder Fotos hochladen |
| Hofanlage                                         | Drehergasse 8 Lage                                                                     | 17. bis 19. Jahrhundert               | winkelförmige Hofanlage, 17. bis 19. Jahrhundert; Wohnhaus, Fachwerk über massivem Erdgeschoss, 17. oder 18. Jahrhundert, Fenster mit Renaissancegewänden, steinerne Wendeltreppe; ehemaliges Kelterhaus (?) mit Rundbogenportal bezeichnet 1664; an der Scheune Spolie eines spätromanischen Kapitells; Stallgebäude, um 1898, mit wiederverwendeten Renaissancefenstergewänden; jüngere große Scheune; rustizierte Hoftorpfeiler, 18. Jahrhundert, Fußgängerpforte, Schwengelpumpe; in der Gartenmauer Renaissanceportal | Fotos hochladen                |
| Wohnhaus                                          | Holzmarkt 2 Lage                                                                       | zweite Hälfte des 17. Jahrhunderts    | Wohnhaus, teilweise Fachwerk (teilweise verputzt), zweite Hälfte des 17. Jahrhunderts | BW                             |
| Spolie                                            | Klostereck, an Nr. 4 Lage                                                              | um 1200                               | spätromanischer Werkstein, wohl Bogenansatz, um 1200 oder frühes 13. Jahrhundert | BW                             |
| Spolien                                           | Klostereck, an Nr. 7 Lage                                                              | um 1200                               | sechs spätromanische Architekturfragmente aus Sandstein, um 1200 oder frühes 13. Jahrhundert | Fotos hochladen                |
| Portal                                            | Klostergasse, an Nr. 3 Lage                                                            | zweite Hälfte des 16. Jahrhunderts    | spätestgotisches Sandsteinportal, zweite Hälfte des 16. Jahrhunderts | Fotos hochladen                |
| Wappenstein                                       | Langgasse, an Nr. 2 Lage                                                               | 1555                                  | renaissancezeitlicher Wappenstein, bezeichnet 1555 | Fotos hochladen                |
| Wohnhaus                                          | Langgasse 7 Lage                                                                       | 1753                                  | spätbarockes Wohnhaus, prächtiges Pilasterportal mit bauzeitlichem Türblatt, bezeichnet 1753 | Fotos hochladen                |
| Reliefs                                           | Langgasse, an Nr. 8 Lage                                                               | um 1120                               | romanische Sandsteinreliefs (Spolien wohl aus der Kirche des Augustinerchorherrenstifts): Quader mit Darstellung zweier Greifen, um 1120; vermauerter Teil eines Portaltympanons | Fotos hochladen                |
| Wohnhaus                                          | Langgasse 9 Lage                                                                       | 1615                                  | Wohnhaus der Renaissance, Massivbau mit bauzeitlichen Sandsteingewänden, kleines Obergeschossfenster mit Wappenschild, bezeichnet 1615, hofseitiges Stichbogenportal, bezeichnet 1615 | Fotos hochladen                |
| Portal                                            | Langgasse, zu Nr. 14 Lage                                                              | 1786                                  | in der Hofmauer Portal der 1786 erbauten Synagoge | BW                             |
| Hofanlage                                         | Langgasse 23/25 Lage                                                                   | 1700                                  | Hofanlage; langgestrecktes Doppelwohnhaus des 17. oder 18. Jahrhunderts, Putzbau mit ausmittigem Torbogen; Nr. 23: vermauerter Brunnen, in der Hofwand Zwillingsfenster der Renaissance; Nr. 25: in der Durchfahrt Rundbogenportal mit Renaissanceprofil; veränderter Wirtschaftstrakt, wohl aus dem 18. Jahrhundert, Reste eines Renaissanceportals; tonnengewölbte Keller, wohl aus dem 18. Jahrhundert | Fotos hochladen                |
| Wohnhaus                                          | Langgasse 26 Lage                                                                      | 1727                                  | barockes Wohnhaus, 1727 erbaut, Putzbau mit Pilastern und geohrten Fenstergewänden, reiches Pilasterportal, (zugesetzter) Torbogen bezeichnet 1727; in der ehemaligen Ökonomie Kellerabgang, bezeichnet 1743 | Fotos hochladen                |
| Hofanlage                                         | Langgasse 29 Lage                                                                      | frühes 18. Jahrhundert                | barocke Hofanlage; eingeschossiges Wohnhaus, frühes 18. Jahrhundert; Oberlichtportal bezeichnet 1796, klassizistisches Türblatt; im Anbau Segmentbogensturz, bezeichnet 1705; Querscheune, im Torbalken bezeichnet 1710 | Fotos hochladen                |
| Spolie                                            | Langgasse, an Nr. 32 Lage                                                              | erstes Jahrzehnt des 18. Jahrhunderts | im Kelterhaus vermauertes Fragment eines Scheitelsteins, erstes Jahrzehnt des 18. Jahrhunderts | BW                             |
| Torbogen                                          | Langgasse, an Nr. 40 Lage                                                              | 1892                                  | Torbogen einer späthistoristischen Kellereifassade, 1892; Stallgebäude, dreischiffig mit romanisierenden Würfelkapitellen, Mitte des 19. Jahrhunderts | BW                             |
| Hofanlage                                         | Langgasse 43 Lage                                                                      | 18. und 19. Jahrhundert               | Vierseithof, 18. und 19. Jahrhundert; barockes Fachwerkhaus, Bruchsteinerdgeschoss, drüber Fachwerk; flachbogiges Oberlichtportal, bezeichnet 1707 und 1776; weit zurückversetzte Toreinfahrt; in der Außenwand Spolie, bezeichnet 1607 | Fotos hochladen                |
| Wohnhaus                                          | Langgasse 47 Lage                                                                      | frühes 18. Jahrhundert                | traufständiges barockes Wohnhaus, frühes 18. Jahrhundert | Fotos hochladen                |
| Wohnhaus                                          | Langgasse 57 Lage                                                                      | 1699                                  | barockes Wohnhaus, profiliertes Oberlichtportal, 1699, Fachwerkobergeschoss; rückwärtig Sandsteinsturz des ehemaligen Hofportals, bezeichnet 1618 | Fotos hochladen                |
| Hofanlage                                         | Langgasse 59 Lage                                                                      | 1715                                  | ehemaliger Vierseithof; Wohnhaus mit Oberlichtportal, bezeichnet 1715, Türblatt um 1800, Fachwerkobergeschoss; Erweiterung mit Korbbogentor, gekuppelt mit Torbogen von Nr. 61; Bruchsteinscheune mit Keller, bezeichnet 1761 | Fotos hochladen                |
| Torbogen                                          | Langgasse, an Nr. 61 Lage                                                              | 18. Jahrhundert                       | barocker Torbogen, 18. Jahrhundert, bau- und zeitgleich mit der Durchfahrt von Nr. 59 | Fotos hochladen                |
| Turnhalle                                         | Langgasse 79 Lage                                                                      | 1902                                  | ehemalige Turnhalle; Neurenaissance-Sandsteinbau, Rundbogenportal, bezeichnet 1907; im Saal offene Dachtragwerkkonstruktion, Bühne und Empore | Fotos hochladen                |
| Rathaus                                           | Marktplatz 1 Lage                                                                      | 18. Jahrhundert                       | Rathaus, im 18. Jahrhundert unter Einbindung älterer Teile erbaut; zweigeschossiger barocker Putzbau; rundbogig geöffnete Halle, bezeichnet 1733; runder Renaissance-Treppenturm mit Welscher Haube, ein Fenstergewände bezeichnet 1587; tonnengewölbte Arrestzelle mit vergitterten Öffnungen; vermauerter romanischer Sandsteinkopf | weitere Bilder Fotos hochladen |
| Haus Hinkel                                       | Marktplatz 3 Lage                                                                      | 1742/43                               | Gasthof „Zum Engel“, 18. bis 20. Jahrhundert; spätbarockes Hauptgebäude, neunachsige Platzfassade, mit ausmittiger Torfahrt bezeichnet 1742; zur Langgasse prächtige Pilasterportal, bezeichnet 1743; innen gewendelte Barocktreppe; Stalltrakt bezeichnet 1902 | weitere Bilder Fotos hochladen |
| Spolie                                            | Marktplatz, an Nr. 4 Lage                                                              | 1713                                  | ehemaliger Bogenschlussstein, bezeichnet 1713 | Fotos hochladen                |
| Evangelische Pfarrkirche                          | Marktplatz 5 Lage                                                                      | 1882–85                               | neugotischer Saalbau mit Dreikonchenchor und Doppelturmfassade, 1882–85, Architekt Heinrich von Schmidt; romanischer Schmuckfussboden | weitere Bilder Fotos hochladen |
| Kriegerdenkmal                                    | Marktplatz, bei Nr. 5 Lage                                                             | 1885                                  | Kriegerdenkmal 1870/71; gerüstete Germania aus Sandstein, 1885 errichtete, 1955 versetzt | weitere Bilder Fotos hochladen |
| Wildgräfliches Amtshaus                           | Marktplatz 6/8, Obergasse 2 Lage                                                       | 1712                                  | ehemaliges wildgräfliches Amtshaus, angeblich 1712 erbaut; große Hofanlage mit repräsentativem winkelförmigem Hauptgebäude unter Mansarddach; der ältere, östliche Teil (Nr. 6/8) mit sorgfältiger Quaderverkleidung, profiliertem Korbbogentor zwischen Pilastern und mehrteiligem Ladeneinbau (spätes 19. Jahrhundert); fünfachsiger, leicht abgeknickter, jetzt verputzter Anbau (Obergasse 2); Wirtschaftsgebäude: zu Nr. 6 Stallflügel und Querscheune; zu Nr. 8 Bruchsteinscheune, 18. Jahrhundert | weitere Bilder Fotos hochladen |
| Portalbogen                                       | Marktplatz, an Nr. 11 Lage                                                             | 18. Jahrhundert                       | reliefiertes Bogenfeld wohl von einem Portal des 18. Jahrhunderts | BW                             |
| Gemeindeverwaltung                                | Marktplatz 12 Lage                                                                     | erste Hälfte des 18. Jahrhunderts     | ehemaliges Gasthaus „Zum Roß“; massiver elfachsiger Barockbau, erste Hälfte des 18. Jahrhunderts; um 1900 Umbau zur Kleinkinderschule; Teile des Vorgängerbaus: Eckquaderung, Kellerfenster, Renaissancefenster, frühes 17. Jahrhundert; hofseitig Ohrenportal, bezeichnet 1771; stattlicher tonnengewölbter Keller mit Rundbogenportal, bezeichnet 1614 | weitere Bilder Fotos hochladen |
| Hofanlage                                         | Marktplatz 14 Lage                                                                     | 17. oder 18. Jahrhundert              | Hofanlage; giebelständiges Wohnhaus, 17. oder 18. Jahrhundert, teilerneuertes barockes Fachwerk; überbauter Torbogen, bezeichnet 1613, Fachwerk auf renaissancezeitlichen Volutenkonsolen; hofseitiger Anbau, frühes 19. Jahrhundert; Gewölbekeller | weitere Bilder Fotos hochladen |
| Fassade                                           | Neugasse, an Nr. 21 Lage                                                               | 1888                                  | späthistoristische Giebelfassade der ehemaligen Essigfabrik, 1888 | Fotos hochladen                |
| Hofanlage                                         | Obergasse 6 Lage                                                                       | frühes 18. Jahrhundert                | Hofanlage mit zwei barocken Wohnhäusern des frühen 18. Jahrhunderts; links Satteldachbau, Oberlichtportal bezeichnet 1715, Fachwerkobergeschoss; rechts massiver Putzbau mit Torbogen, bezeichnet 1716; Scheune mit Kellerbogen bezeichnet 1765 | Fotos hochladen                |
| Hofanlage                                         | Obergasse 17 Lage                                                                      | 1902/03                               | Hofanlage; villenartiges Wohnhaus, 1902/03; stattlicher Putzbau mit Eckturm unter Welscher Haube, Schweifgiebelrisalit, Innenausstattung; Wirtschaftstrakt mit Remise, Pferdestall, Schweinestall, Abort und Fachwerkspeichergeschoss, Querscheune, Kelterhaus, Torpfeiler und Vorgarteneinfriedung | Fotos hochladen                |
| Schillerplatz                                     | Schillerplatz 1, 2, 3 Lage                                                             | 1839                                  | ehrenhofartige Anlage des Spätklassizismus aus ehemaliger Schule (Nr. 2) und zwei Lehrerwohnhäusern (Nr. 1 und 3), 1839; Bruchsteinbauten mit Eckquaderung; im Hof die 1905 gepflanzte Schillereiche, rückwärtig Ökonomie | Fotos hochladen                |
| Spolien                                           | Schulgasse, an Nr. 4 Lage                                                              | 18. Jahrhundert                       | an modernem Neubau: ehemalige Portalbekrönung, letztes Viertel des 18. Jahrhunderts; ehemaliger Sturz (?), 18. Jahrhundert | Fotos hochladen                |
| Brücke                                            | Wassergasse Lage                                                                       | zweite Hälfte des 19. Jahrhunderts    | Sandsteinquaderbrücke über den Wiesbach, zweite Hälfte des 19. Jahrhunderts | BW                             |
| Wohnhaus                                          | Wassergasse 1 Lage                                                                     | Ende des 18. Jahrhunderts             | spätbarockes Wohnhaus mit Torfahrt, wohl gegen Ende des 18. Jahrhunderts; straßenbildprägend | Fotos hochladen                |
| Hofanlage                                         | Wassergasse 3/5 Lage                                                                   | 17. bis 19. Jahrhundert               | Hofanlage des 17. bis 19. Jahrhunderts; breites Giebelhaus, im Erdgeschoss Zwillingsfenster, bezeichnet 1616; zum Hof Sitznischenportal in Renaissanceformen; obergeschossig barockes Fachwerk; Bruchsteinscheune (zu Nr. 3), angeblich ehemals bezeichnet 1722; Brunnenhaus, in der Art der barocken Weinberghäuschen; gefaster Torbogen, wohl aus dem 18. Jahrhundert; Scheune an der Straßenecke | Fotos hochladen                |
| Wohnhaus                                          | Wassergasse 8 Lage                                                                     | 1715                                  | barockes Wohnhaus, 1715, profilierter Rundbogen und Oberlichtportal, Fachwerkobergeschoss; im Garten Stadtmauerabschnitt mit Wehrturm | Fotos hochladen                |
| Wohnhaus                                          | Wassergasse 12 Lage                                                                    | spätes 16. Jahrhundert                | verputztes Fachwerkhaus des 18. Jahrhunderts mit Kern des späten 16. Jahrhunderts; Kellereingangsbogen bezeichnet 1582; gemeinsam Hoftoranlage mit Nr. 16, bezeichnet 1727; im Anbau spätmittelalterlicher Wappenstein | BW                             |
| Wohnhaus                                          | Wassergasse 16 Lage                                                                    | 1727                                  | im Kern barockes eingeschossiges Kleinhaus, bezeichnet 1727 | BW                             |
| Katholische Kirche Unbefleckte Empfängnis Mariens | Wilhelm-Leuschner-Straße 3 Lage                                                        | 1877/78                               | kreuzförmiger neugotischer Sandsteinquaderbau, 1877/78, Architekt Max Meckel; bauliche Gesamtanlage mit katholischem Pfarrhaus (Alzeyer Straße 14), Bruchsteinbau mit Madonnennische, 1872, und Pfarrgarten; darin nachgotische Steinkanzel, bezeichnet 1675 | weitere Bilder Fotos hochladen |
| Wohnhaus                                          | Wilhelm-Leuschner-Straße 13 Lage                                                       | 1897                                  | malerisch komponiertes Wohnhaus eines Weingutes, Sandstein und Fachwerk in Neurenaissanceformen, 1897; repräsentative Ausstattung; im Garten ehemalige Remise | BW                             |
| Villa                                             | Wilhelm-Leuschner-Straße 17 Lage                                                       | 1881                                  | Villa im Stil der Neurenaissance, malerischer Putzbau mit Eckturm und Schweifgiebel, 1881; ehemalige Remise, Vorgarteneinfriedung mit Sandsteinpfeilern und Ziergitter; Einfahrt mit kugelbekrönten Säulen und Eisentor | Fotos hochladen                |
| Apotheke                                          | Wilhelm-Leuschner-Straße 26 Lage                                                       | 1892                                  | Apotheke, 1892 in der Art einer Villa erbaut; Sandsteinquaderbau im Stil der italienischen Renaissance; Giebelrisalit mit Pilasterportal, in der Beletage Nische mit Muschelkonche und antikisierender weiblicher Marmorfigur; Offizin mit bauzeitlicher Holzausstattung in Neurenaissanceformen; schmiedeeiserne Vorgarteneinfriedung | Fotos hochladen                |
| Kino                                              | Wilhelm-Leuschner-Straße 28 Lage                                                       | um 1900                               | eingeschossiger Putzbau mit Kniestock und Zwerchhaus, um 1900 als Wohn- und Gasthaus errichtet; rückseitig Anbau mit Tanzsaal, ab 1923 als Kino genützt, 1958 Umbau zu diesem Zwecke, Innen- und technische Ausstattung der 1950er Jahre | Fotos hochladen                |
| Weißes Häuschen                                   | Flonheim, südlich des Ortes auf der Hangkuppe des Schneebergs; Flur Beim Häuschen Lage | 1756                                  | Weinbergshaus; barocker Kragkuppelrundbau (Trullo), bezeichnet 1756 | weitere Bilder Fotos hochladen |
| Schmiede                                          | südlich des Ortes (Im Steinbruch, bei Nr. 4) Lage                                      | um 1900                               | Schmiede des ehemaligen Steinbruchs Bley mit vollständigem Inventar, um 1900, Bruchsteinbau | BW                             |